# Rita Damásio
Rita Damásio (Sainte-Adresse, 12 de agosto de 1978) é uma cantora e locutora portuguesa. Cresceu em Rouen na Normandia, junto com seus pais e irmãos. Sua música mescla tradição portuguesa, música francesa, rock alternativo, world, gospel e canta nos seus dois idiomas nativos: português, francês. É mãe de uma menina.

## Percurso musical
Começou a sua formação musical aos 7 anos de idade ingressando o «Jeune Chœur», da Chorale Maîtrise Saint-Évode de la Cathédrale Notre-Dame de Rouen, embora já vinha recebendo, juntamente com sua irmã e irmão, forte influência musical de casa. Não só de fado, mas morna, semba, da América do Sul, do Norte de África e de artistas exilados em França das mais diversas nacionalidades, e música francesa. Em Portugal, prosseguiu o estudo da voz no género clássico em aulas privadas e, depois no Hot Club de Portugal. Em paralelo aos estudos acadêmicos, começou na música profissionalmente fazendo vocais para vários grupos da música portuguesa e africana mas foi no internacionalmente conhecido grupo musical Madredeus que teve maior visibilidade, entre os anos 2008 e 2011, enquanto cantora principal.
Em 2013, retoma sua carreira de locutora. Esta fase marca igualmente o início da fase de escrita das suas primeiras canções. Pensado também para aproveitar a maternidade de forma tranquila, grava para marcas portuguesas e angolanas, emprestando a voz a documentários, publicidade e filmes descobrindo nova plasticidade da voz e técnica.

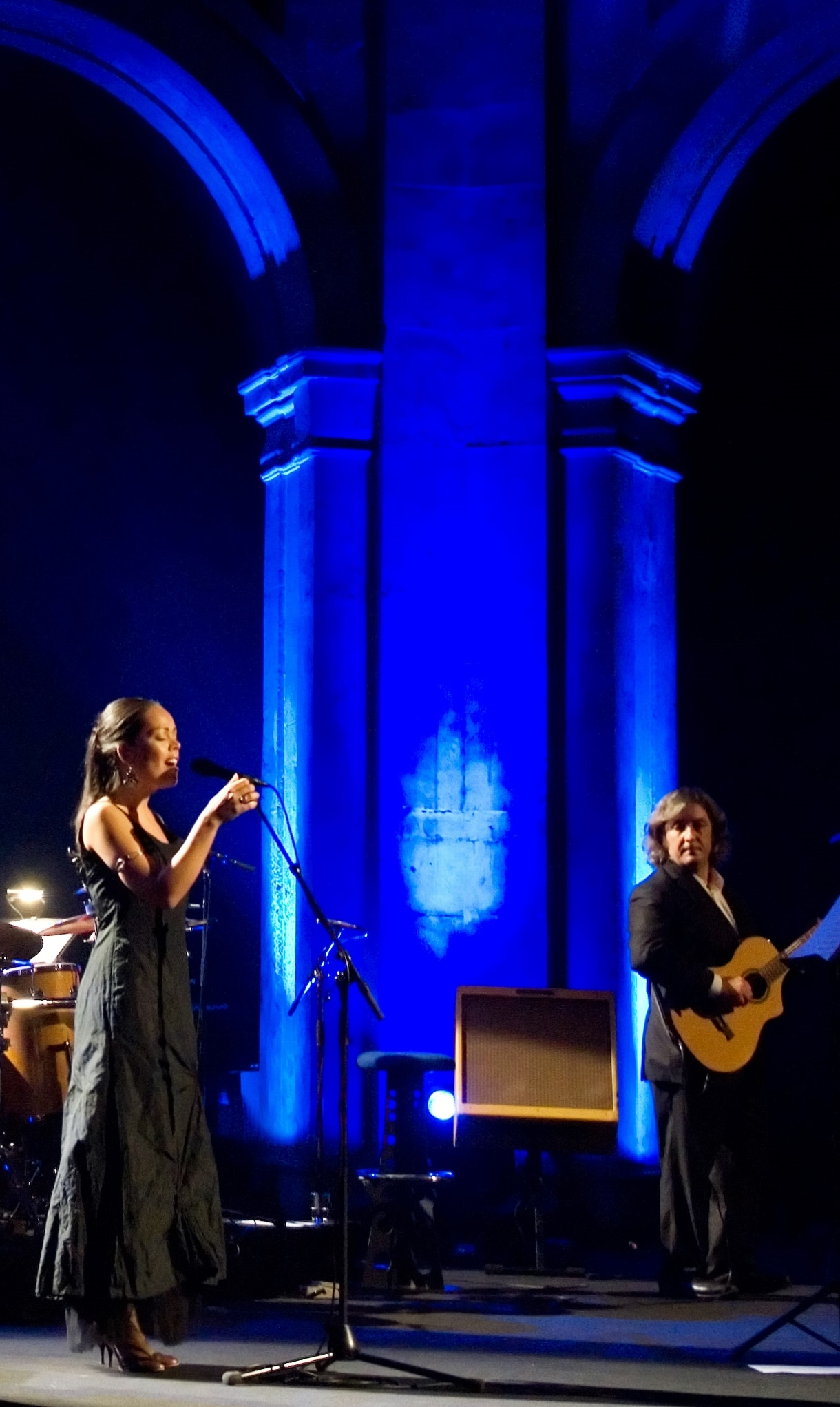
Rita com Pedro Ayres, fundador dos Madredeus - Teatro Ibérico, Lisboa 2008

Ao vivo, em Portugal, enquanto backing-vocal pisou diversas vezes os palcos do Coliseu dos Recreios, da Casa da Música, do Centro Cultural de Belém, nos principais festivais de música em Portugal como o FMM Sines, Festival Paredes de Coura, Açores e Ilha da Madeira. Com o grupo português Madredeus cantou em quase todos os teatros nacionais do país. Internacionalmente, na Alemanha com a comitiva angolana durante o Campeonato do Mundo de Futebol da FIFA de 2006, Cabo-Verde, em França no Théatre de La Ville em Paris e Festival Rio Loco de Toulouse. Com Madredeus, em Espanha em Lorca e em Madrid no Teatro Calderón, no Brasil por ocasião da Semana Comemorativa das Relações Entre Brasil e Portugal, em Brasília em 2009, e na Polónia nas cidades de Varsóvia e Breslávia.
Apesar da breve passagem pelo grupo Madredeus, a experiência inesquecível foi marcante. "Nunca conseguirei agradecer o suficiente a tamanha oportunidade de trabalhar com o Pedro Ayres Magalhães e o Carlos Maria Trindade e nunca esquecerei a validação pessoal e não só que esta experiência me trouxe".
Em 2017, grava  e co-produz o primeiro disco a solo, autoral e bilingue, intitulado "Peregrina", financiado pela Fundação GDA, com Jean Massicotte e François Lalonde (Lhasa de Sela, Patrick Watson). A apresentação do disco aconteceu na Casa da Música do Porto.
É formada em Estudos Africanos pela Faculdade de Letras de Lisboa e cursou o Mestrado em Estudos de Desenvolvimento com especialização em Saúde, concluindo o ciclo de estudos pós-graduados pelo ISCTE – Instituto Universitário de Lisboa. Foi assistente editorial para a plataforma digital de Arte Contemporânea Africana BUALA.

## Música e Intervenção Social
Desde a faculdade, o Terceiro Setor é, paralelamente à música, uma área de grande interesse devido à sua formação acadêmica relacionada com cooperação e desenvolvimento, com especialização em saúde pública, então ela decide explorar a música em projetos comunitários. Seu treinamento inicia com o maestro Tim Steiner explorando diferentes técnicas de ensemble, por exemplo, o soundpainting e fazendo vários workshops na área na Casa da Música do Porto. Continua compondo suas músicas e estudando pedagogia vocal no Institute for Vocal Advancement, a técnica do I.V.A  é uma continuação do método SLS (Speech Level Singing) criada por Seth Riggs. O objetivo é treinar as vozes para cantar de forma livre e natural, de forma suave, desde a base até ao topo da extensão vocal, sem interrupções ou mudanças bruscas de qualidade. Atualmente, estuda Música na Comunidade ou Participatory Music, em Limerick, na Irlanda.

## Discografia a solo
- 2017 - Peregrina - Edição de Autor com apoio da Fundação GDA

## Colaboração com Madredeus
- 2008 - Metafonia- Farol (disco de Ouro)[10]
- 2009- A Nova Aurora - Farol
- 2011 - Castelos na Areia - Farol

## DVD em colaboração
- 2008 - Metafonia- Concerto-Estúdio ao Vivo no Teatro Ibérico

## Outras colaborações
- Paulo Flores - Ex Combatentes (2009)
- Boss AC featuring Shout - Tu És Mais Forte (2012)
- Paulo Flores - O País que Nasceu Meu Pai (2013)
- Tito Paris - Acústico (2015)Edição Portuguesa
- Tito Paris - Acústico (2017)Edição Africana
- Paulo Flores - Bolo De Aniversário (2016)
- Alexandre Magnani -  "A Gente é Igual" (2020)

## Voz e Publicidade
Enquanto locutora bilingue deu voz a  diversos trabalhos publicitários para Portugal e França, e ainda com sotaque angolano para diversas campanhas: Programa Contra-Informação (voz da ministra Manuela Arcanjo), Candando, L´Oréal, ANA Aeroportos de Portugal, Ok Teleseguros, Braun, Peugeot, Milaneza, Compal, BES, BNP, BNI, Mega Angola, Bluecom+ (INESC TEC) Bem me Quer, Universal Seguros, Baron de Valls, Millenium, Kinda, Welwitschia, Toyota, Cartão Visa, Grupo Amorim, Teixeira Duarte, as ONGS APSA, AP-IMIDIWAN, entre outros.